# Casti Connubii
Casti Connubii (в переводе с лат. : «О целомудренности брака») — энциклика Папы Пия XI от 31 декабря 1930 года. Она подчеркнула святость брака и запретила использование искусственного контроля над рождаемостью и абортов.

## Темы
По мнению ряда историков, энциклика стала ответом католицизма на Ламбетскую конференцию 1930 года, на которой англиканская церковь разрешила контроль над рождаемостью при определённых обстоятельствах.

### Святость брака
Энциклика была написана для того, чтобы опровергнуть некоторые современные представления о браке. В частности, либеральные мыслители писали, что брак является лишь расплывчатым общественным договором и, следовательно, развод вполне законен.
Папа писал, что брак есть таинство и божественное учреждение и, следовательно, он неразрывен. Преимущества брака в деторождении, воспитании детей, единстве и супружеской верности.
Семья же описывается как внутреннее общество, основанное на единстве, целомудрии, достоинстве и послушании.

### Секс и деторождение вне брака
Пий подтвердил своё осуждение мастурбации и контрацепции. Он сожалеет, что литература содействует нехристианским представлениям о браке. Он также осуждает аборт и евгенику.

### Права женщин
Концепция эмансипация женщин была подвергнута критике как противоречащая словам апостола Павла, который требует от женщины то, что Христос требует от Церкви. Он вновь подтвердил осуждение смешанных браков, заданных Папой Григорием XVI в Summo Iugiter Studio.

## Влияние
Casti Connubii известна своей позицией против контрацепции. В отличие от протестантских деноминаций, Римско-католическая церковь продолжает препятствовать контролю над рождаемостью. Эта энциклика, вместе с Humanae Vitae, была выпущена в укрепление этой позиции.